# Лазарчук Андрій Геннадійович
Андрій Геннадійович Лазарчук (рос. Андрей Геннадьевич Лазарчук, 6 лютого 1958, Красноярськ) — російський письменник-фантаст, перекладач, есеїст, лауреат низки літературних премій.

## Біографія
Андрій Лазарчук народився у Красноярську. Після закінчення середньої школи він навчався у Красноярському медичному інституті, який закінчив, отримавши фах лікаря-травматолога. Після закінчення інституту Лазарчук працював у низці медичних закладів. У 1983 році він розпочав літературну діяльність, опублікувавши оповідання «Екслібрис». У 80-х роках ХХ століття Лазарчук стає активним учасником всесоюзних семінарів молодих письменників-фантастів, які відбувалися в Малєєвці і Дубултах, а пізніше й сам допомагав початкуючим письменникам-фантастам, зокрема Олексію Барону. У кінці 80-х років Андрій Лазарчук вступає до Літературного інституту імені Горького З 1989 року Лазарчук займається виключно літературною діяльністю. У 1992 року він закінчує літературний інститут. У 1999 році Андрій Лазарчук переїжджає до Санкт-Петербурга.

## Літературна творчість
З 1983 року Андрій Лазарчук розпочав літературну діяльність, першим його опублікованим твором стало оповідання «Екслібрис». У середині 80-х років ХХ століття він опублікував свою першу повість «Тепло і світло». Проте у перші роки своєї літературної діяльності Лазарчук публікувався рідко, оскільки його творчість ішла врозріз з ідеологічними настановами тогочасних літературних цензорів. Лише у 1990 році публікується перший том роману «Запізнилися до літа», який став центральним у творчості автора. Пізніше, після розпаду СРСР, Лазарчук стає одним із провідних російських фантастів. У 90-х роках ХХ століття письменник завершує роман «Запізнились до літа», а в співавторстві з Михайлом Успенським та Іриною Андронаті видав трилогію «Гіперборійська чума», яка написана у стилі альтернативної історії та криптоісторії. У жанрі альтернативної історії також написаний роман письменника «Інше небо», виданий у 1993 році. На початку ХХІ століття Андрій Лазарчук разом з Іриною Андронаті видав трилогію «Космополіти», а в 2007 році роман «Параграф 78», який є новелізацією фільму «Параграф 78». У 2009 році вийшли друком ще два романи письменника «Абориген» та «Мій старший брат Єшуа». У 2018 році письменник розпочав публікацію нового циклу творів «Посередник». Більшість творів Андрія Лазарчука написані у стилі так званого «турбореалізму», тобто підрозділ соціально-філософської фантастики, в якій легко змінюється реальність, а сам літературний твір є інформаційною хвилею. яка вільно йде з минулого в майбутнє. Окрім художніх творів Лазарчук також пише есе на теми, пов'язані з науковою фантастикою. Також Андрій Лазарчук відомий як перекладач з англійської мови фантастичних творів, зокрема роману Філіпа Діка «Убік».

## Погляди
Підтримав «російську весну» та сепаратистів на Донбасі. У своєму інтерв'ю російському пропагандистському інтернет-виданню «Украина.ру» повідомив, що у вересні 2019 року разом з Сергієм Лук'яненком та Євгеном Лукіним візьме участь у фестивалі фантастики в окупованому Донецьку.

## Нагороди та премії
Андрій Лазарчук є лауреатом більш ніж двох десятків російських та закордонних премій. Зокрема, він у 1991 році став лауреатом Єврокону як кращий дебютант. Чотири рази Андрій Лазарчук ставав лауреатом «Інтерпрескону» — у 1994, 1998, 1999 та 2018 роках, у 2010 році став лауреатом премії «Аеліта», а в 1994, 1995, 1998 і 2003 роках став лауреатом премії «Бронзовий равлик». У 1994 році письменник став лауреатом премії імені Олександра Бєляєва. У 2002 і 2018 роках Андрій Лазарчук став лауреатом премії імені братів Стругацьких, а в 2003, 2005 і 2010 році став лауреатом премії «Мандрівник». також письменник був лауреатом премії «Велике Кільце», «РосКон» і «Зіланткону». Лауреат премії «Золотий Остап» (1999)

## Вибрана бібліографія

### Романи
- Опоздавшие к лету (1996)
- Транквилиум (1996)
- Все, способные держать оружие… (1997)
- Кесаревна Отрада между славой и смертью (1998)
- Гиперборейская чума (трилогія)
  - Посмотри в глаза чудовищ (у співавторстві з Михайлом Успенським, 1997)
  - Гиперборейская чума (у співавторстві з Михайлом Успенським, 1999)
  - Марш Экклезиастов (у співавторстві з Михайлом Успенським та Іриною Андронаті, 2006)
- Штурмфогель (2000)
- Космополиты (цикл романів, у співавторстві з Іриною Андронаті)
  - За право летать (2002)
  - Сироты небесные (2003)
  - Малой кровью (2005)
- Параграф 78 (2007)
- Абориген (2009)
- Мой старший брат Иешуа (2009)
- Спираль (з міжавторського циклу «S.T.A.L.K.E.R.») (2010)
- Весь этот джакч (з міжавторського циклу «Обитаемый остров», у співавторстві з Михайлом Успенським, 2013 — в електронному вигляді; на папері опублікований у 2016 році)
  - Соль Саракша (2016)
  - Любовь и свобода (2016)
  - Стеклянный меч (2017)
- Забытые царства (цикл творів, у співавторстві з Юсупом Бахшиєвим)
  - Дочь Белого Меча (2017)
  - Стальная метель (2018)
- Целое лето (2018)

### Повісті та оповідання
- Экслибрис (1983)
- Середина пути (1983)
- Станция назначения (1983)
- Из жизни Серого Волка (1983)
- Монетка(1983)
- Тепло и свет (1984-85)
- Из темноты (1985)
- Зеркала (1987)
- Раз в тысячу лет (1988)
- Священный месяц Ринь (1988)
- Мумия (1991)
- Там вдали, за рекой… (1986)
- Всё хорошо (1992)
- Сентиментальное путешествие на двухместной машине времени (1992)
- Жёлтая подводная лодка «Комсомолец Мордовии» (у співавторстві з Михайлом Успенським, 1997)
- У кошки четыре ноги… (2002)
- Мы, урус-хаи (2005)